# Nedabyle
Nedabyle (en allemand : Hables) est une commune du district de České Budějovice, dans la région de Bohême-du-Sud, en République tchèque. Sa population s'élevait à 361 habitants en 2023.

## Géographie
Nedabyle se trouve à 6 km au sud-est du centre de České Budějovice et à 128 km au sud de Prague.
La commune est limitée par Doubravice au nord, par Nová Ves à l'est, par Borovnice et Heřmaň au sud, et par Vidov à l'ouest.

## Histoire
La première mention écrite du village date de 1346.

## Galerie

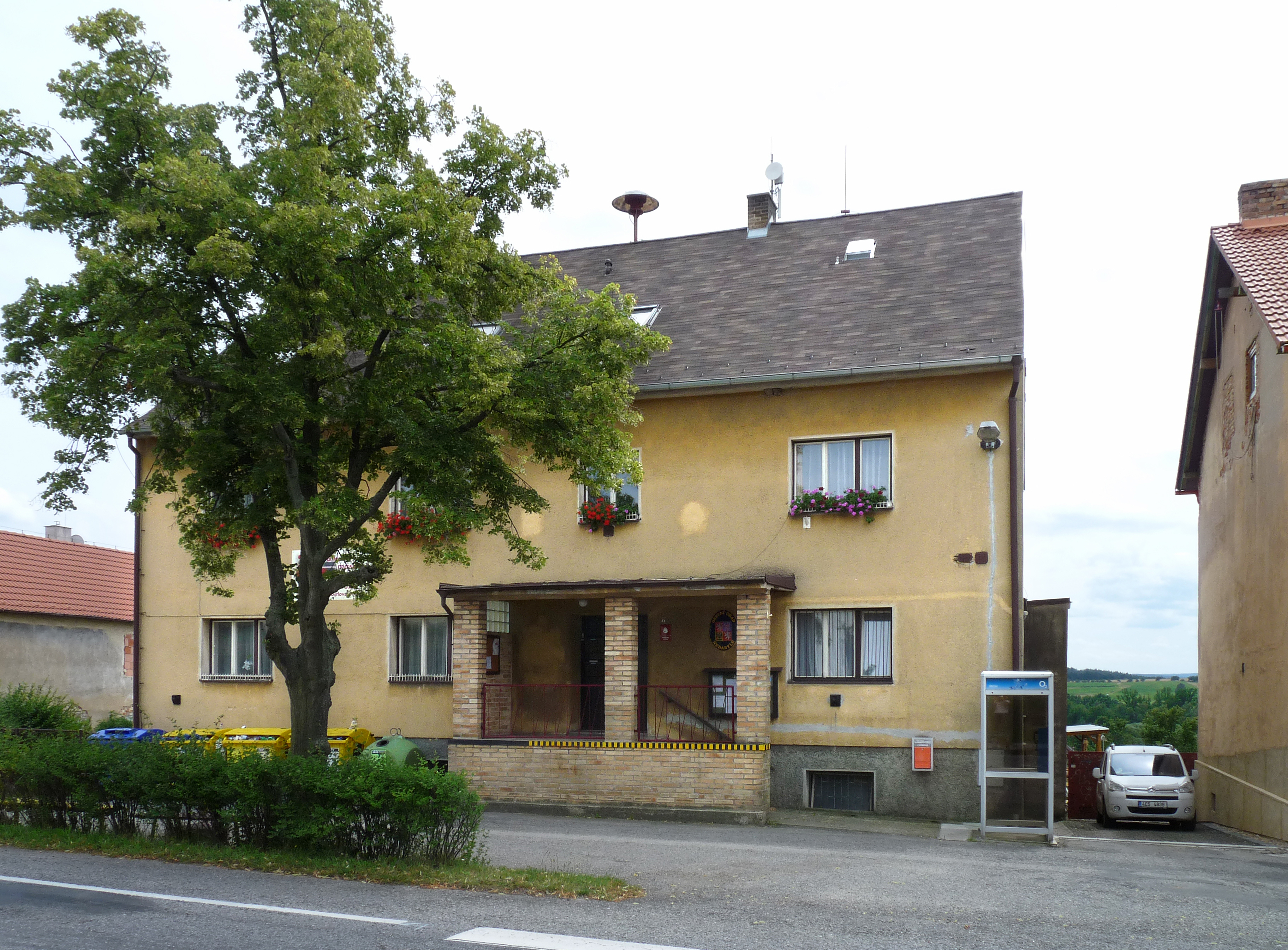
Nedabyle : la mairie.
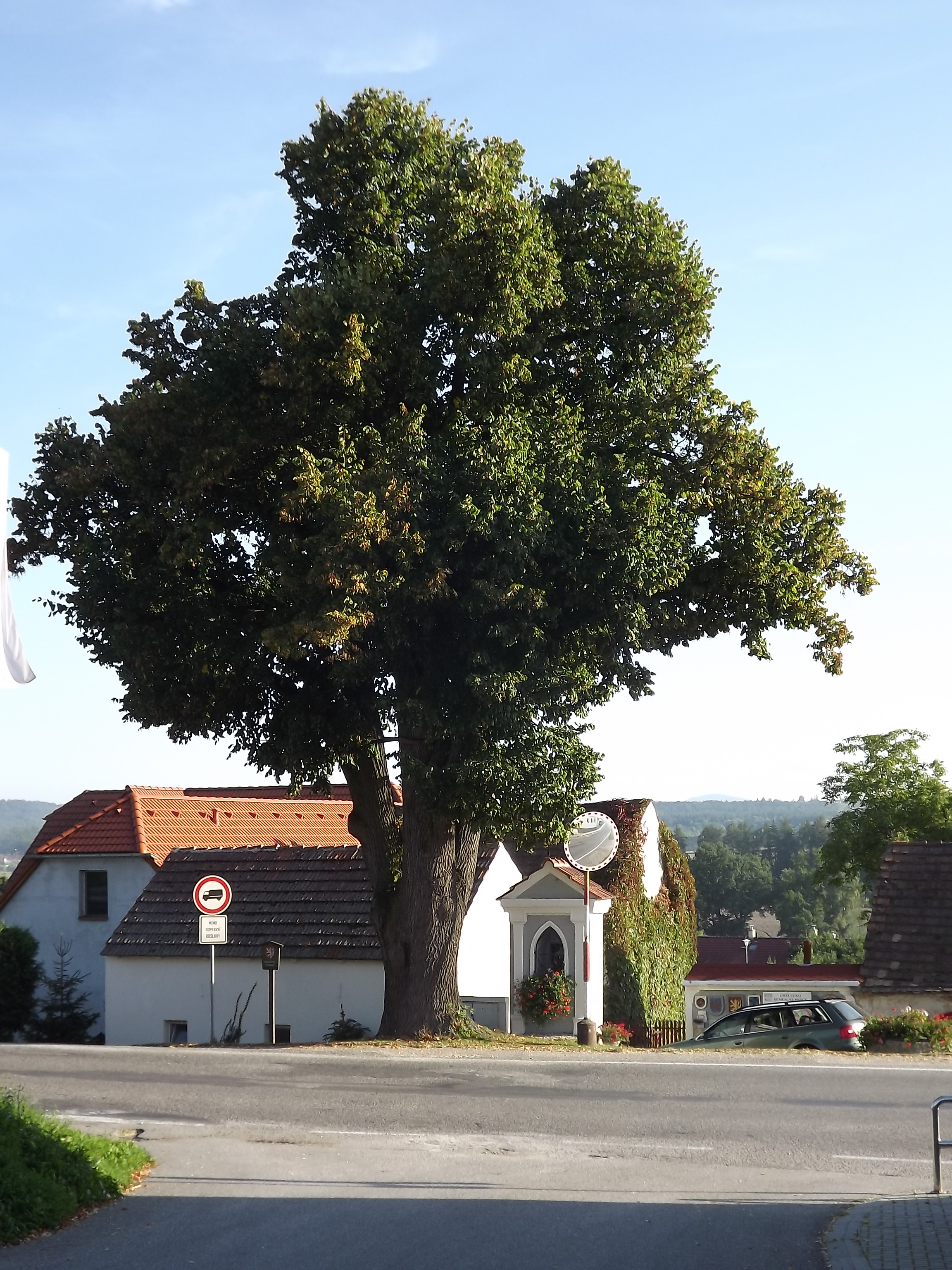
Chapelle à Nedabyle.

## Transports
Par la route, Nedabyle se trouve à 7 km de České Budějovice et à 157 km de Prague.